# منطقة الحوض والسلسلة
منطقة الحوض والسلسلة هي منطقة فيزيوغرافية شاسعة يحددها تعبير طبوغرافي فريد. وتتميز تضاريس الحوض والسلسلة بحدوث تغيرات مفاجئة في الارتفاع، مناوبة بين السلاسل الجبلية المتصدعة الضيقة والوديان أو الأحواض القاحلة المستوية. وتغطي المنطقة معظم غرب الولايات المتحدة وتمتد إلى شمال المكسيك وهي في معظمها صحراء، مع وجود العديد من المناطق البيئية. وتعتبر الجغرافيا الطبيعية للمنطقة هي نتيجة التحركات الممتدة للقشرة الأرضية التي بدأت منذ نحو 17 (مليون سنة مضت) في أوائل فترة الميوسين.

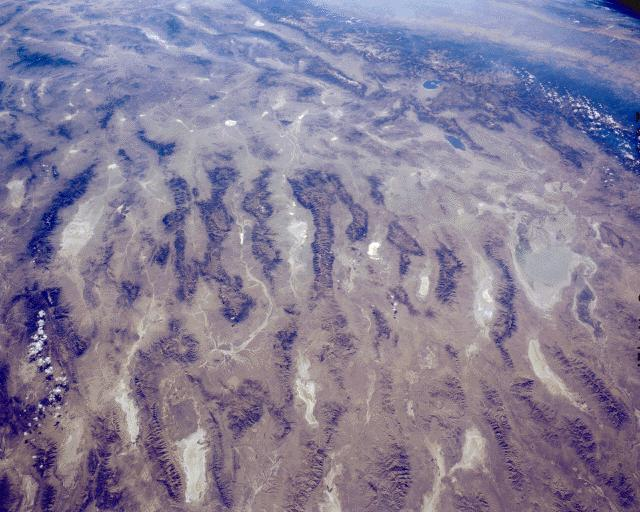
صورة فضائية من شركة ناسا للطبوغرافيا الطبيعية لمنطقة الحوض والسلسلة في وسط ولاية نيفادا

وقد قارن كلارنس دوتون (Clarence Dutton) بشكل رائع العديد من السلاسل الجبلية الضيقة المتوازية التي تميز الطبوغرافيا الفريدة لمنطقة الحوض والسلسلة بـ "جيش من اليسروع الذي يسير نحو المكسيك"، وهي المقارنة التي تعد وسيلة مفيدة لتصور المظهر العام للمنطقة. ولا ينبغي الخلط بين منطقة الحوض والسلسلة والحوض العظيم، الذي يعد جزءًا فرعيًا من المنطقة الفيزيوغرافية العظمى للحوض والسلسلة المعروفة بخصائصها الهيدرولوجية الفريدة (الصرف الداخلي).

## معلومات جغرافية
تشمل منطقة الحوض والسلسلة جزءًا كبيرًا من غرب أمريكا الشمالية. ففي الولايات المتحدة، يحدها من الغرب الجزء الشرقي من المنحدرات المتصدعة في سلسلة جبال سييرا نيفادا وتمتد لأكثر من500 ميل (800 كـم) إلى حدودها الشرقية المتمثلة في صدع واساتش وهضبة كولورادو وصدع ريو غراندي. وتمتد منطقة الحوض والسلسلة شمالاً حتى هضبة كولومبيا وجنوبًا وصولاً إلى الحزام البركاني عبر الأراضي المكسيكية في المكسيك، رغم أن الحدود الجنوبية لمنطقة الحوض والسلسلة محل جدال. وتشير الدلائل إلا أن الجزء الجنوبي الأقل اعترافًا به يحده من الشرق الجبال اللاراميدية التي تمثل الجبهة الأمامية لسلسلة جبال سييرا مادري الشرقية ويحده من الغرب خليج كاليفورنيا وشبه جزيرة كاليفورنيا مع وجود تصدعات أقل تظهر بشكل ملحوظ في السلسلة الجبلية سييرا مادري أوكسيدنتال في وسط أقصى جنوب منطقة الحوض والسلسلة. ونجد في الشكل المجاور أن المنطقة تشمل جزء الحوض العظيم (22a، بما فيه جزء من صحراء موهافي) وأجزاء صحراء سونورا (22b) وأخدود سالتون (22c) والهضبة المكسيكية (22d) وجزء سكرامنتو (22e).

## معلومات جيولوجية
من المسلم به عمومًا أن طبوغرافيا الحوض والسلسلة هي نتيجة لتصدع وترقق غلاف الأرض الصخري، الذي يتكون من قشرة أرضية ودثار. وتتميز البيئات الممتدة مثل بيئة منطقة الحوض والسلسلة بوجود صدع سفلي الميل أو صدوع تصل للعمق. وتتصل الصدوع الطبيعية المتقابلة في العمق مما ينتج عنه هندسة الصدوع البارزة والصدوع الأخدودية حيث تشير الصدوع البارزة إلى كتلة الصدوع الصاعدة وتشير الصدوع الأخدودية إلى كتلة الصدوع التي تهبط لأسفل.
ويعتبر السُمك المتوسط للقشرة الأرضية في منطقة الحوض والسلسلة هو 30 – 35 كم تقريبًا؛ ومماثل لـ القشرة القارية الممتدة حول العالم. وتضم القشرة الأرضية غلاف الأرض الصخري مع الدثار. وتقدر قاعدة غلاف الأرض الصخري تحت منطقة الحوض والسلسلة بنحو حوالي 60 – 70 كم. وتتباين الآراء بشأن التصدع الإجمالي للمنطقة، ولكن تقدر التقديرات المتوسطة بحدوث تصدع جانبي إجمالي يصل إلى حوالي 100%. كما تختلف الإزاحة الجانبية في منطقة الحوض والسلسلة من 60 – 300 كم منذ بداية التصدع في أوائل فترة الـميوسين مع الجزء الجنوبي للمنطقة الذي يتضح به درجة إزاحة أكبر من الشمال. وتشير الأدلة إلى أن التصدع بدأ في البداية في الجزء الجنوبي من منطقة الحوض والسلسلة وواصل التقدم شمالاً مع مرور الوقت.

### التكتونية
[[ملف:|تصغير|يسار|تشكل طبوغرافيا منطقة الحوض والسلسلة بالتصدع القشري:

A. لم يحدث أي تشويه.

B. تكون صدوع طبيعية سفلية الميل.

C. تتصل الصدوع في العمق وتشكل هندسة الصدوع البارزة والصدوع الأخدودية.

D. تشكل كتل الصدوع سلسلة من القمم والوديان.]]
الآليات التكتونية المسؤولة عن تصدع الغلاف الأرضي الصخري في منطقة الحوض والسلسلة هي موضع خلاف حيث تحاول العديد من الافتراضات المتنافسة تفسيرها. وتشمل الأحداث الرئيسية التي سبقت تصدع منطقة الحوض والسلسلة في غرب الولايات المتحدة فترة طويلة من الضغط بسبب الاندساس الصفيحي القاري لـصفيحة فارالون تحت الساحل الغربي للصفيحة القارية في أمريكا الشمالية والذي يساعد على زيادة سماكة القشرة الأرضية. وقد حدثت معظم حركات الصفيحة التكتونية المرتبطة بمنطقة الحوض والسلسلة في عصر نيوجين واستمرت حتى الوقت الحاضر. وفي وقت مبكر من فترة الميوسين تآكل معظم صفيحة فارالون واقتربت أعراف منتصف المحيط التي فصلت صفيحة فارالون عن صفيحة المحيط الهادي (أعراف شرق المحيط الهادئ) من أمريكا الشمالية. وفي منتصف فترة الميوسين، اندست أعراف شرق المحيط الهادئ تحت أمريكا الشمالية وانتهت بـالاندساس الصفيحي القاري على طول هذا الجزء من طرف المحيط الهادئ؛ ومع ذلك، استمرت صفيحة فارالون في الاندساس الصفيحي القاري في الدثار. وقد قسمت الحركة في هذه الحدود أعراف شرق المحيط الهادئ وأحدثت صدع تحويل سان أندرياس، مما نتج عنه جزء من صدع انزلاقي مائل. حاليًا، تتحرك صفيحة المحيط الهادئ شمال غرب أمريكا الشمالية، محدثة التكوين الذي أدى إلى زيادة التمزق الصخري على طول الهامش القاري.
يعد النشاط التكتوني المسؤول عن التصدع في منطقة الحوض والسلسلة مسألة معقدة ومثيرة للجدل في أوساط مجتمع علوم الأرض. وتقترح الافتراضية الأكثر قبولاً أن التمزق الصخري في القشرة الأرضية المرتبط بـصدع سان أندرياس يسبب تصدعًا ممتدًا طبيعيًا مشابهًا لذلك الذي شوهد في الحوض العظيم. ومع ذلك، لا تفسر حركة الصفائح وحدها الارتفاع الكبير في منطقة الحوض والسلسلة. وتعد منطقة الولايات المتحدة منطقة انتقال الحرارة العالية والتي تقلل من كثافة غلاف الأرض الصخري وتحفز عملية الزيادة التكتونية التوازنية نتيجة لهذا الأمر. وتتميز مناطق الغلاف الصخري الأرضي بأن انتقال الحرارة المرتفعة ضعيف وأن التشويه التصدعي يمكن أن يحدث في منطقة واسعة. ولذلك يُعتقد أن التصدع في منطقة الحوض والسلسلة ليس له علاقة بنوع التصدع الذي يحدثه صعود الدثار والذي قد يسبب مناطق صدع ضيقة، مثل منطقة التجمع الثلاثية. وتتنوع العمليات الجيولوجية التي تزيد من انتقال الحرارة، ومع ذلك يقترح بعض الباحثين أن الحرارة المتولدة في منطقة الاندساس تنتقل إلى الصفيحة الأساسية كنواتج للاندساس. ثم تنقل السوائل على طول مناطق الصدع الحرارة عموديًا عبر القشرة الأرضية. وقد أدى هذا النموذج إلى الاهتمام المتزايد في نظم الحرارة الأرضية في منطقة الحوض والسلسلة، والذي يتطلب مراعاة التأثير المستمر لصفيحة فارالون المندسة بالكامل في التصدع المسؤول عن وجود منطقة الحوض والسلسلة.

### المعقدات اللبية المتحولة
في بعض الأماكن في منطقة الحوض والسلسلة، تظهر القاعدة الصخرية المتحولة على السطح. وبعض منها هو المعقد اللبي المتحول (MCC)، وهي الفكرة التي تم وضعها في البداية بناء على دراسات أجريت في منطقة الحوض والسلسلة. ويحدث المعقد اللبي المتحول عندما ترتفع القشرة السفلية إلى السطح نتيجة لذلك التصدع. ولم يتم تفسير المعقدات اللبية المتحولة في منطقة الحوض والسلسلة على أنها مرتبطة بالتصدع القشري حتى بعد الستينيات من القرن العشرين (1960). ومنذ ذلك الحين، تم تحديد أنماط تشوهية مماثلة في المعقدات اللبية المتحولة في منطقة الحوض والسلسلة وقاد ذلك علماء الجيولوجيا إلى دراستها كمجموعة من السمات الجيولوجية المتصلة التي تشكلت بسبب التصدع القشري في حقبة الدهر الحديث. وقد وفرت دراسة المعقدات اللبية المتحولة معلومات قيمة عن العمليات التصدعية التي قادت إلى تشكل منطقة الحوض والسلسلة.

## البركانية
قبل عصر الإيوسين (55.8 ±0.2 حتى 33.9 ±0.1 مليون سنة) كان معدل التقارب بين صفائح فارالون وأمريكا الشمالية سريعًا، وكانت زاوية الاندساس سطحية وكان عرض الصفائح كبيرًا. وخلال عصر الإيوسين انتهت قوى الضغط المرتبطة بـالاندساس في صفيحة فارالون في عمليات نشأة الجبال اللاراميدية وجبال سيفير وجبال نيفادا وتغيرت التفاعلات في الصفيحة بسبب الضغط العمودي على الصدع الانزلاقي المائل وانفجار البراكين في منطقة الحوض والسلسلة (انفجار الصخور الرسوبية في منتصف الحقبة الثالثة). ومن المقترح أن هذه الصفيحة استمرت في الدسر السفلي حتى حوالي 19 مليون سنة، في الوقت الذي كان فيه التآكل والنشاط البركاني قد توقف تمامًا، جزئيًا. وقد انفجر بازلت الأوليفين من أعراف منتصف المحيط منذ حوالي 17 مليون سنة وبدأ التصدع.